# Yelena Yelesina
Ielena Borissovna Ielessina (en russe : Елена Борисовна Елесина), née le 4 avril 1970 à Tcheliabinsk, en RSFS de Russie (Union soviétique), est une athlète russe, pratiquant le saut en hauteur.

## Palmarès

### Jeux olympiques d'été
- Jeux olympiques de 2000 à Sydney,  Australie
  -  Médaille d'or

### Championnats du monde d'athlétisme
- Championnats du monde 1999 à Séville,  Espagne
  -  Médaille d'argent
- Championnats du monde 1991 à Tokyo,  Japon
  -  Médaille d'argent

### Championnats d'Europe d'athlétisme
- Championnats d'Europe 1990 à Split,  Yougoslavie
  -  Médaille de bronze

### Championnats du monde d'athlétisme
- Championnats du monde 2003 à Birmingham,  Angleterre
  -  Médaille d'argent

### Championnats d'Europe d'athlétisme en salle
- Championnats d'Europe en salle 1998 à Athènes,  Grèce
  -  Médaille de bronze
- Championnats d'Europe en salle 1992 à Genève,  Suisse
  -  Médaille de bronze

### Autres
- Médaille d'or aux Goodwill Games de 1990 à Seattle,  États-Unis
- Médaille d'argent aux Championnats du monde junior en 1988 à Sudbury,  Canada
- Médaille d'or aux Championnats d'Europe junior en 1989
- Médaille de bronze aux Championnats d'Europe junior en 1987